# سیارک ۶۷۱۲
سیارک ۶۷۱۲ (به انگلیسی: 6712 Hornstein، نامگذاری:1990DS1) شش هزار و هفتصد و دوازدهمین سیارک کشف شده‌است که در ۲۳ فوریه ۱۹۹۰ کشف شد.
قدر مطلق سیارک برابر ۱۴٫۲۰ است.